# 恰特卡爾河
41°35′08″N 70°05′57″E / 41.58556°N 70.09917°E

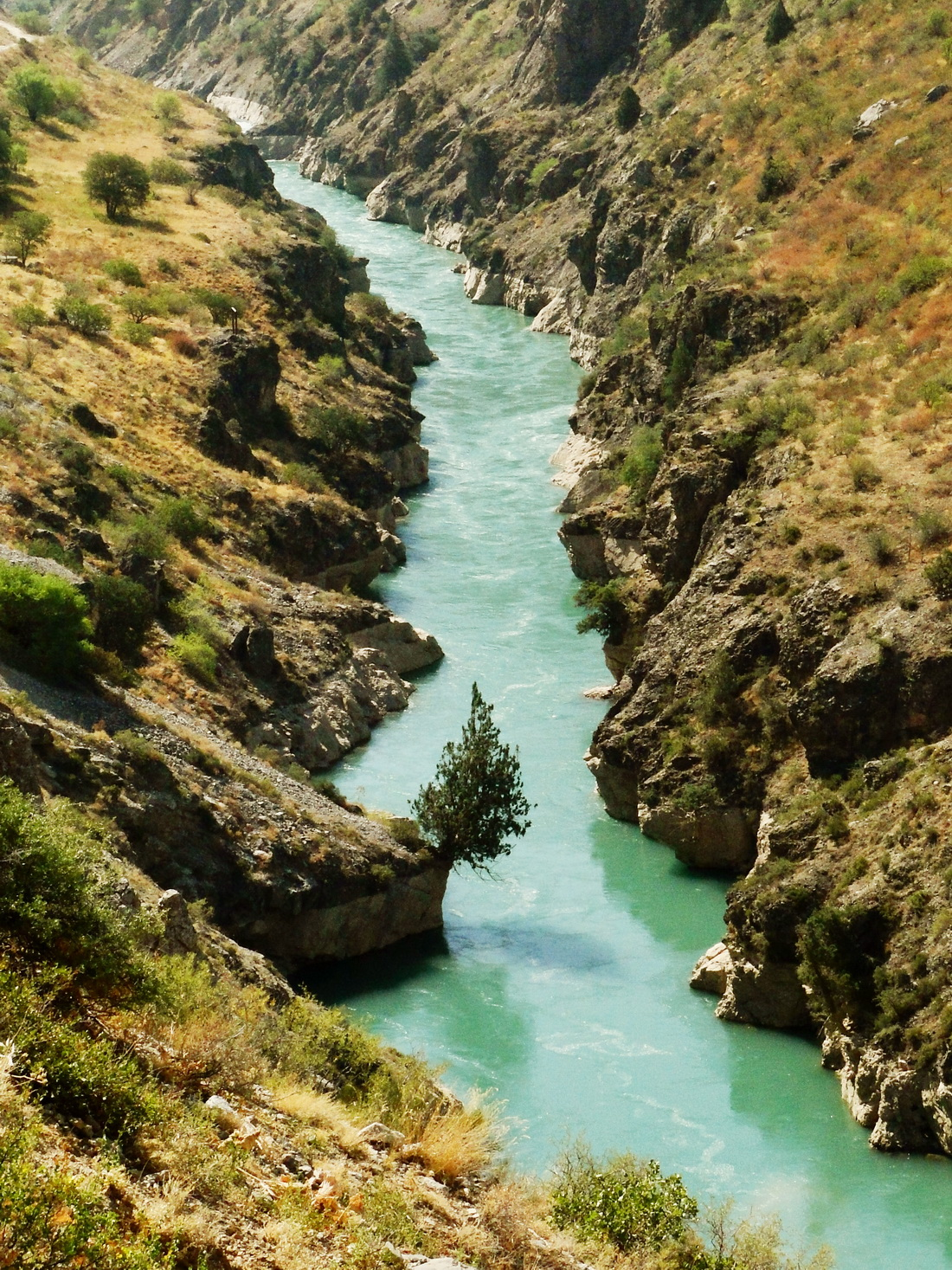

恰特卡爾河是中亞的河流，流經吉爾吉斯斯坦賈拉拉巴德州和烏茲別克斯坦塔什干州，河道全長223公里，流域面積7,110平方公里。